# Communauté de communes Val'Aïgo
La communauté de communes Val'Aïgo est une communauté de communes située dans le nord-est de la Haute-Garonne, en région Occitanie.
Son siège est situé à Villemur-sur-Tarn. Il s'agit d'un établissement public de coopération intercommunale (EPCI), à fiscalité propre. Elle compte en 2018 un nombre de 9 communes et d'environ 17 000 habitants, il s'agit donc de la plus petite intercommunalité de Haute-Garonne. La communauté de communes possède des compétences en matière de développement économique, d'urbanisme, de tourisme, de petite enfance, de voirie et de gestion des déchets ménagers.

## Géographie

### Territoire et urbanisation
La communauté de communes est située dans le nord-est de la Haute-Garonne, à une trentaine de kilomètres de Toulouse, le long du Tarn. L'intercommunalité compte des communes toutes situées à proximité du Tarn, entre les villes de Villemur-sur-Tarn et de Buzet-sur-Tarn. Le territoire communautaire est plutôt petit : en effet, la superficie des 8 communes de l'intercommunalité est à peu près égale à celle de la ville de Montauban. 
L'ensemble des communes membres de l'intercommunalité sont membres de l'aire urbaine de Toulouse, dont la limite nord est fixée à proximité de la communauté de communes, mais dépasse aujourd'hui le territoire vers les départements du Tarn et de Tarn-et-Garonne.
L'urbanisation de la communauté est plutôt faible, la majorité du territoire étant composée d'espaces naturels forestiers ou agricoles. Mais, avec la croissance démographique récente de l'aire urbaine de Toulouse, les bourgs s'étendent de plus en plus au sein de l'intercommunalité.

### Environnement

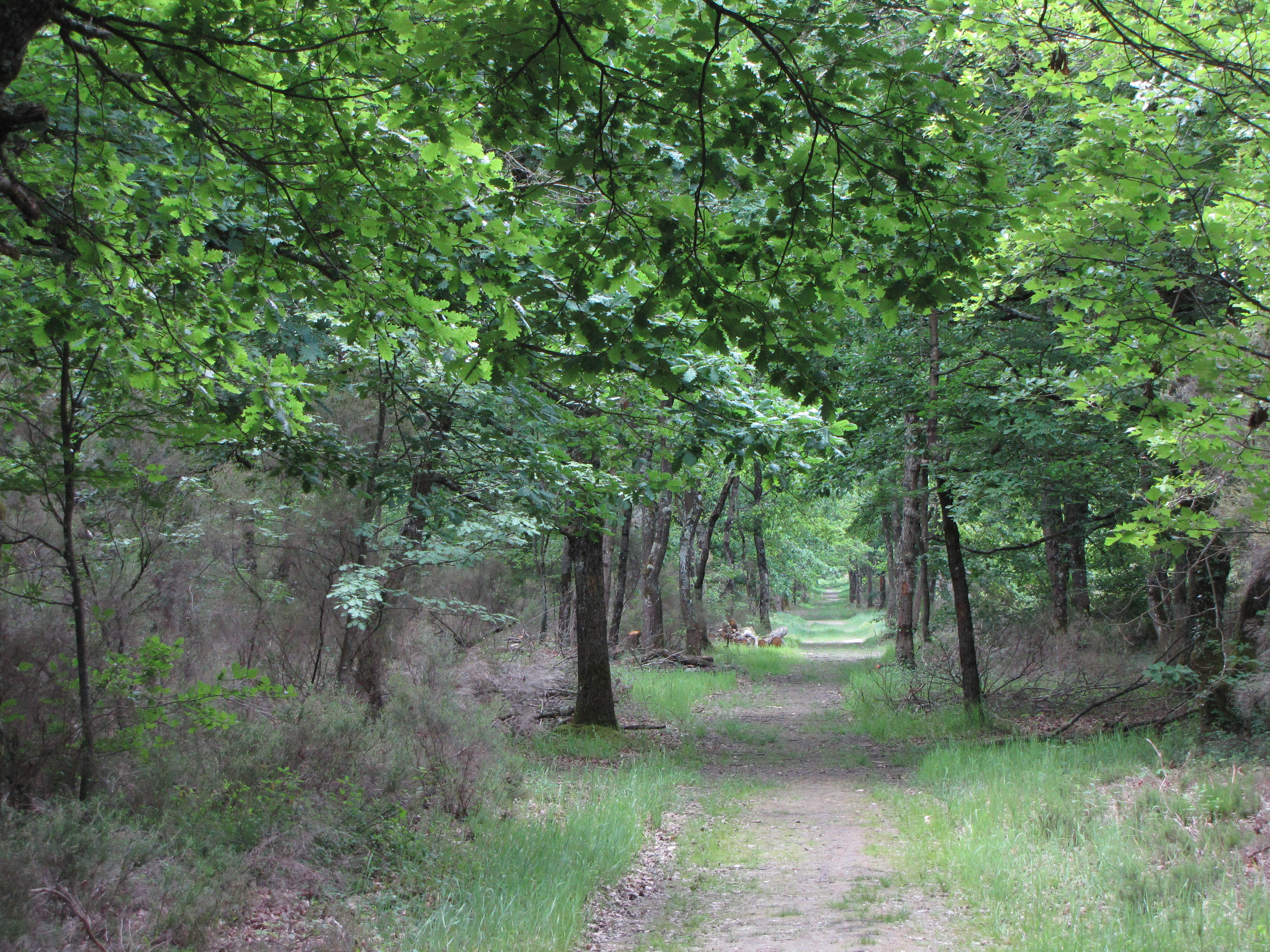
La forêt de Buzet.

La communauté de communes compte des espaces naturels très variés : la communauté compte de nombreuses forêts, et notamment la forêt de Buzet, située sur la commune de Buzet-sur-Tarn, ou encore de nombreux espaces naturels et agricoles sur les communes de Bondigoux, Layrac-sur-Tarn et Le Born, villages encore très peu urbanisés, mais qui se développent peu à peu.

## Historique
La communauté de communes du canton de Villemur est créée le 17 décembre 1999.
La communauté de communes du canton de Villemur change de nom[Quand ?] pour devenir Communauté de communes  Val'Aïgo.
Le schéma départemental de coopération intercommunale, arrêté par le préfet de la Haute-Garonne le 24 mars 2016, prévoit l'adhésion de la commune de Buzet-sur-Tarn à la communauté de communes de Val'Aïgo à partir du 1er janvier 2017. Le 1er janvier 2017, la commune de Buzet-sur-Tarn adhère à la communauté de communes de Val'Aïgo mais le tribunal administratif a suspendu l'arrêté préfectoral. La commune de Buzet-sur-Tarn est finalement intégrée à la communauté de communes le 7 juin 2018, lors du conseil communautaire.

## Périmètre
La communauté de communes est composée des 9 communes suivantes :

| Nom                       | Code Insee | Gentilé         | Superficie (km2) | Population (dernière pop. légale) | Densité (hab./km2) |
| ------------------------- | ---------- | --------------- | ---------------- | --------------------------------- | ------------------ |
| Villemur-sur-Tarn (siège) | 31584      | Villemuriens    | 46,57            | 6 235 (2022)                      | 134                |
| Bessières                 | 31066      | Bessièrains     | 16,68            | 4 238 (2022)                      | 254                |
| Bondigoux                 | 31073      | Bondigounais    | 7,46             | 749 (2022)                        | 100                |
| Le Born                   | 31077      | Borniquels      | 10,85            | 658 (2022)                        | 61                 |
| Buzet-sur-Tarn            | 31094      | Buzétois        | 30,19            | 2 847 (2022)                      | 94                 |
| Layrac-sur-Tarn           | 31288      | Layracois       | 7,25             | 312 (2022)                        | 43                 |
| La Magdelaine-sur-Tarn    | 31311      | Magdelainois    | 6,82             | 1 226 (2022)                      | 180                |
| Mirepoix-sur-Tarn         | 31346      | Mirapissiens    | 5,46             | 1 132 (2022)                      | 207                |
| Villematier               | 31583      | Villematiérains | 14,96            | 1 116 (2022)                      | 75                 |

## Population

### Démographie

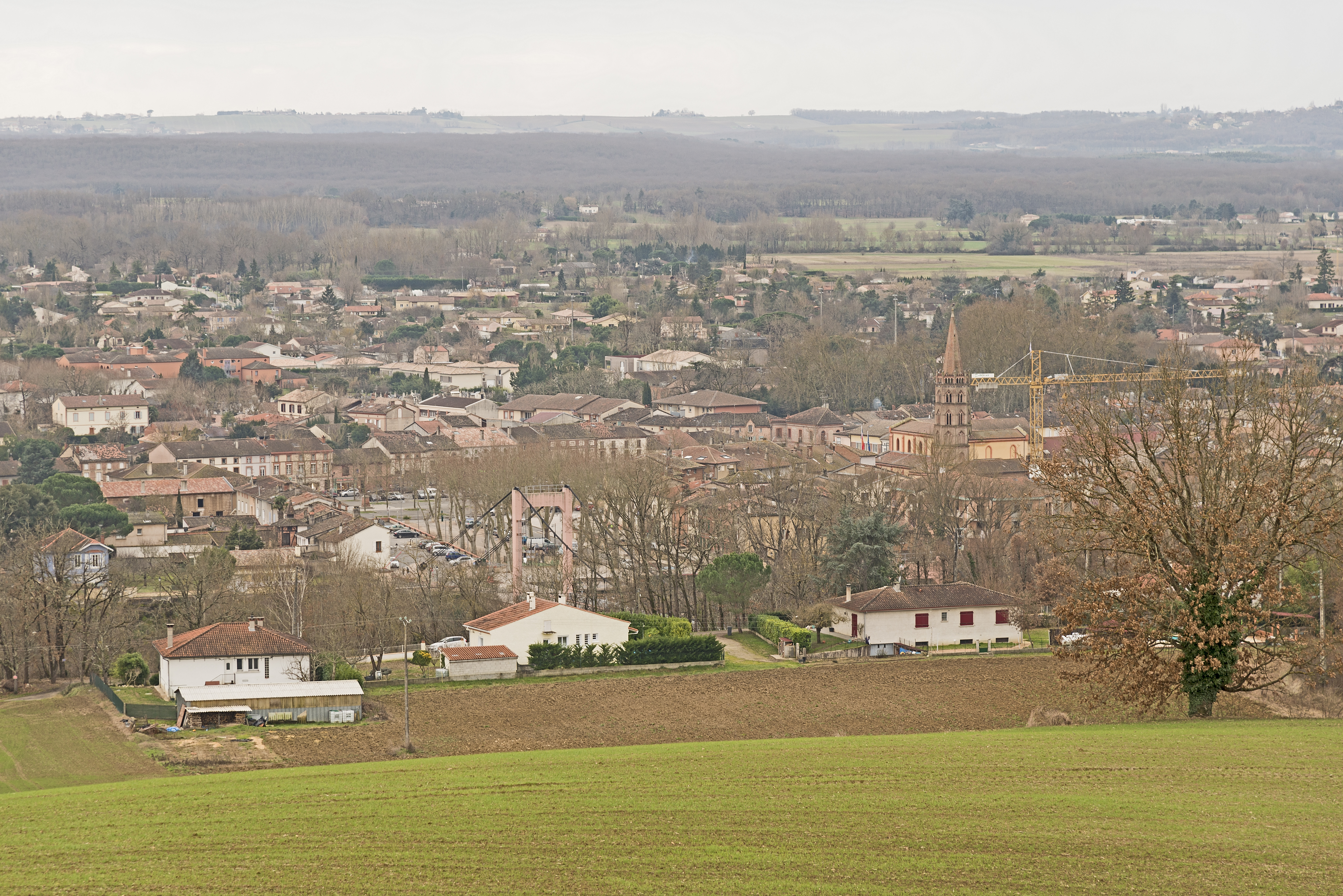
Bessières, petite ville de la communauté de communes, à la forte croissance démographique liée à la périurbanisation et à un solde migratoire positif.

En 2018, la communauté de communes compte un peu plus de 17 000 habitants, ce qui en fait la plus petite intercommunalité du département de la Haute-Garonne. La croissance annuelle de la population s'établit à 2,3 % entre 2010 et 2015, alors qu'elle s'établissait à 2,6 % entre 1999 et 2010. Cette croissance est essentiellement due au solde migratoire (2 % sur la période 2010-2015), le solde naturel étant relativement faible (0,3 % sur la même période). Cette variation de population est plus importante que la croissance démographique départementale, 2,3 % de croissance démographique dans le Val'Aïgo contre 1,4 % dans le département de la Haute-Garonne : c'est presque un point de plus. 

Suivant un phénomène de périurbanisation, mais aussi de migrations de populations venant essentiellement du nord de la France, cette croissance s'explique par une forte urbanisation du territoire de la communauté de communes, avec un étalement des villes et villages de la communauté de communes. Par exemple, entre 2011 et 2016, Bessières connaît une croissance démographique d'environ 21 %, Le Born d'environ 15 % et Buzet-sur-Tarn d'environ 13 %. Mais c'est Mirepoix-sur-Tarn qui connaît la croissance la plus importante, s'établissant à 40,59 % sur la même période. Seul le village de Layrac-sur-Tarn perd des habitants, avec une baisse de 1,2 points entre 2011 et 2016. 
| 1968  | 1975  | 1982  | 1990   | 1999   | 2009   | 2015   | 2016   | 2017   |
| ----- | ----- | ----- | ------ | ------ | ------ | ------ | ------ | ------ |
| 9 209 | 9 459 | 9 985 | 10 847 | 11 413 | 15 210 | 17 001 | 17 230 | 17 373 |

| 2020   | 2021   | - | - | - | - | - | - | - |
| ------ | ------ | - | - | - | - | - | - | - |
| 18 218 | 18 319 | - | - | - | - | - | - | - |

### Logement

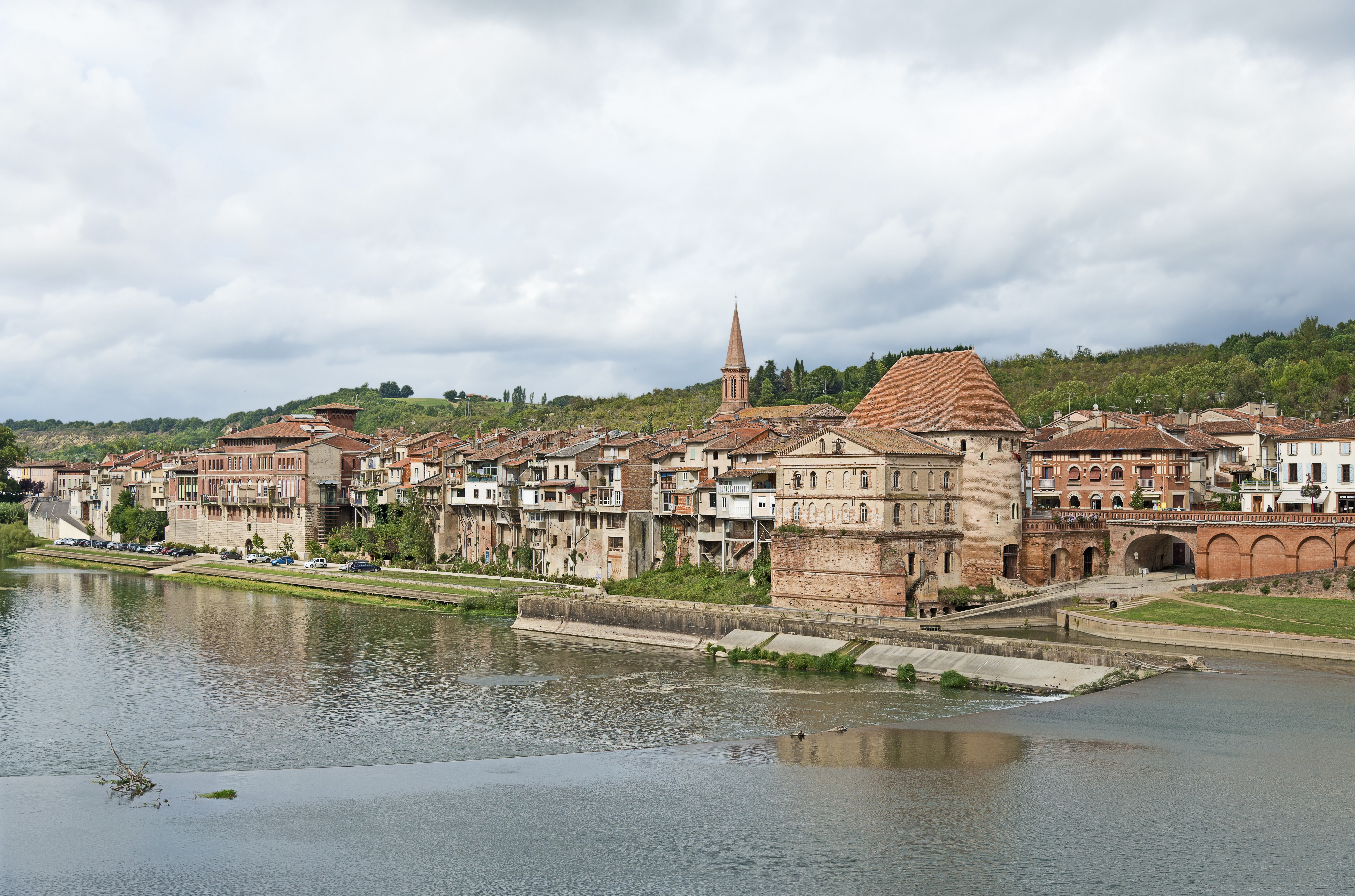
Comme ici à Villemur-sur-Tarn, la majorité des logements sur le territoire sont presque essentiellement des maisons individuelles, ou des petits immeubles d'un ou deux étages.

De nombreux logements sont construits chaque année au sein de la communauté de communes. En 2015, on compte 7 934 logements sur l'intercommunalité, soit près de 800 de plus par rapport à 2010. La majorité des ménages sont propriétaires de leur logements (70,2 % d'entre eux le sont en 2015), alors que 27,9 % sont locataires, dont 6,2 % en logement social à la même date. 

### Situation sociale
Dans le Val'Aïgo, le revenu médian s'établit à 20 281 € en 2014, un chiffre inférieure à la moyenne départementale, située à 21 989 € en 2015. On compte peu d'inégalités sur le territoire, la majorité de la population se situant dans la classe moyenne, et l'intercommunalité ne comptant pas réellement de communes plus aisée que d'autres. L'offre d'emplois est très limitée sur le territoire, la majorité des habitants se rendant dans l'agglomération toulousaine pour y trouver un emploi, la communauté étant membre de son aire urbaine. En effet : en 2015, seul 23,2 % des habitants du territoire travaillaient dans leur commune de résidence. Par ailleurs, 11 % des actifs de l'intercommunalité sont chômeurs en 2015, soit 887 personnes.

## Économie et infrastructure

### Tissu économique

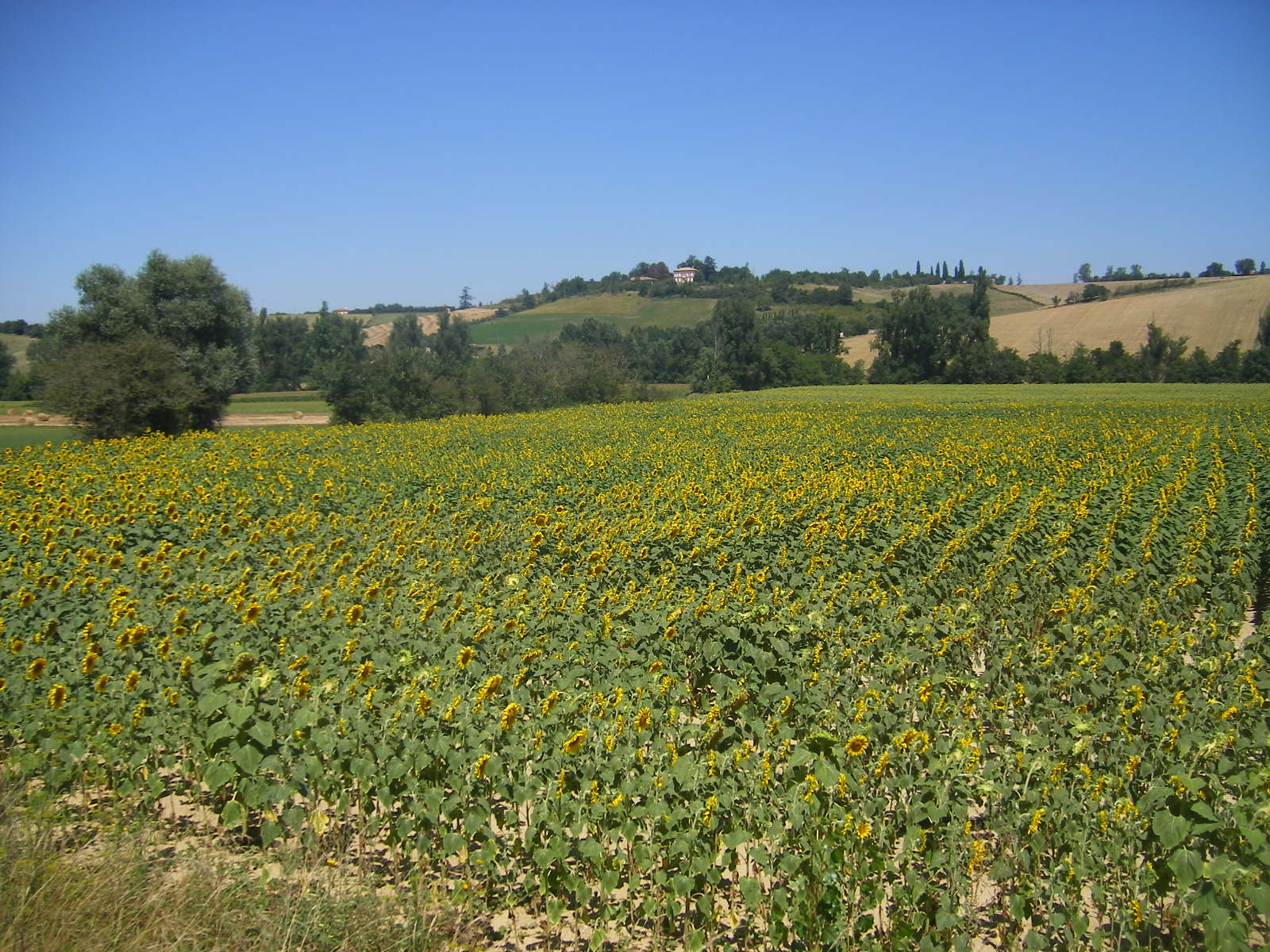
Un champ, situé sur la commune de Le Born. L'agriculture, autrefois principal secteur de l'intercommunalité, connaît aujourd'hui un large déclin.

Le territoire communautaire est historiquement un territoire agricole, avec de nombreuses exploitations agricoles familiales réparties sur l'ensemble du territoire. Mais cette activité agricole compte un large déclin aujourd'hui. En effet, on ne compte plus que 92 établissements agricoles sur le territoire. La majorité des établissements sont donc des établissements commerciaux, soit plus de 55 % des établissements en 2015. On compte également près de 17 % d'établissements administratifs, d'enseignement, de santé et d'action sociale, et plus de 14 % d'établissements dans le domaine de la construction. Quant à l'industrie, elle ne représente que 6,7 % des établissements en 2015, soit moins que l'agriculture. 
Mais le secteur est aussi un ancien fort secteur industriel, également en déclin. En effet, notamment à Villemur-sur-Tarn, on comptait de nombreuses entreprises industrielles. En 2008, un scandale national lié à la délocalisation de l'usine Molex de la même ville est l'exemple même du déclin de l'industrie dans le secteur. On comptait aussi la fermeture de l'usine Brusson par exemple, dans le courant du XXe siècle. Cependant, l'industrie aéronautique, secteur phare de l'agglomération toulousaine, tend à se développer dans le territoire, notamment autour des zones d'activités de Pechnauquié à Villemur-sur-Tarn et Villematier, avec l'implantation d'un site de l'entreprise Safran dans les années 2010. Cette entreprise amène par ailleurs un nombre d'emplois important, comme c'est le cas en 2019 avec l'embauche d'une vingtaine de salariés, dont 15 créations d'emplois, sur les sites de l'entreprise de Toulouse et de Villemur-sur-Tarn. 

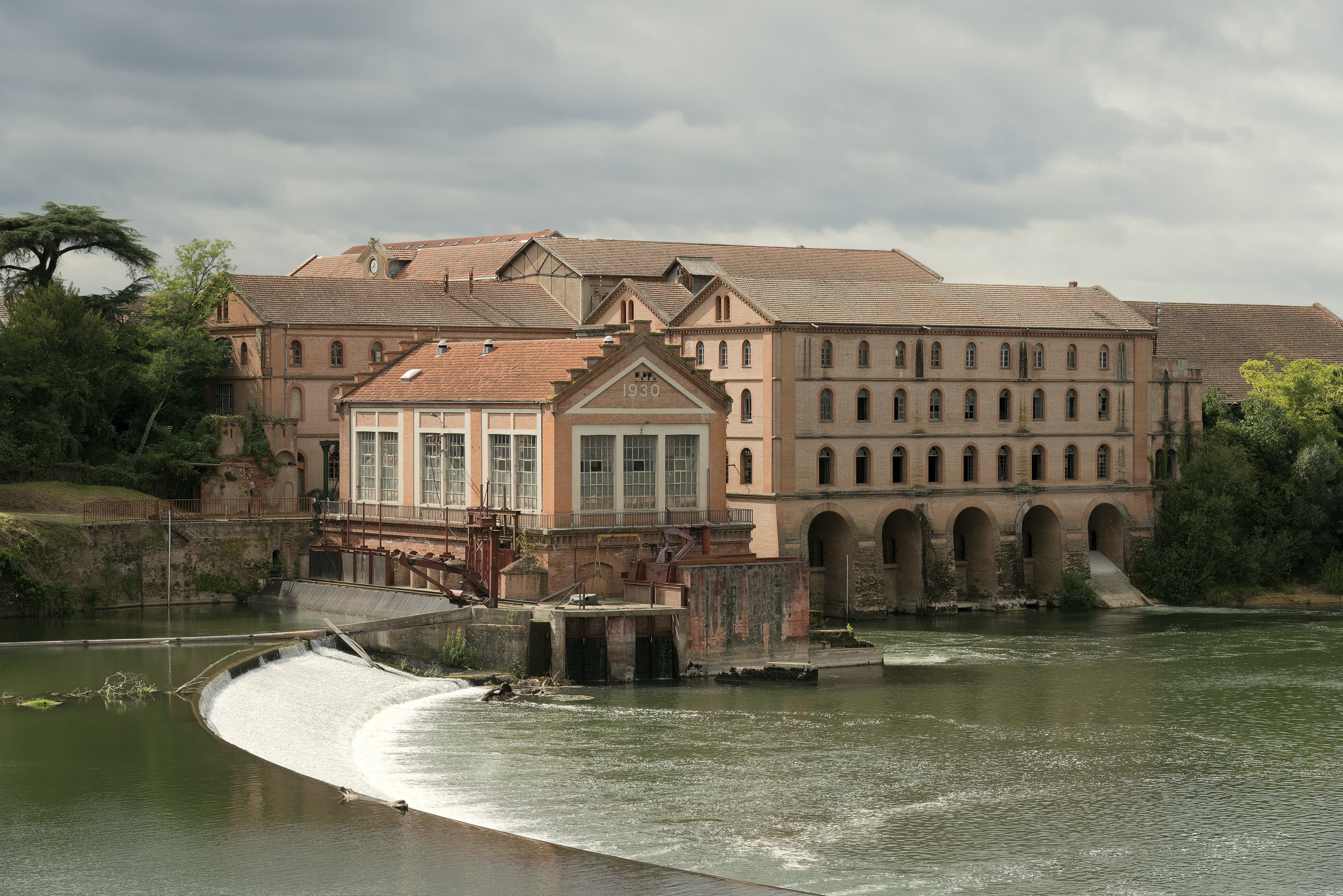
L'ancienne usine Brusson à Villemur-sur-Tarn.

Mais le secteur tertiaire reste le secteur majoritaire sur l'intercommunalité.

### Emploi
En 2015, on compte 4 740 emplois dans la zone. Le nombre d'actifs dans la zone s'élevant à 7 238 dans la zone, l'indicateur de concentration d'emploi est de 65,2 % dans la zone, ce qui signifie qu'on compte plus de deux emplois pour trois actifs dans la zone. Cependant, ce chiffre reste à relativiser : en effet, cet indicateur est de 21,1 % pour le village de Le Born, alors qu'il est de 106,5 % à Villemur-sur-Tarn. Les communes rurales sont donc les plus défavorisées en termes d'emploi par habitant par rapport aux plus grandes villes dans l'intercommunalité.

### Transports

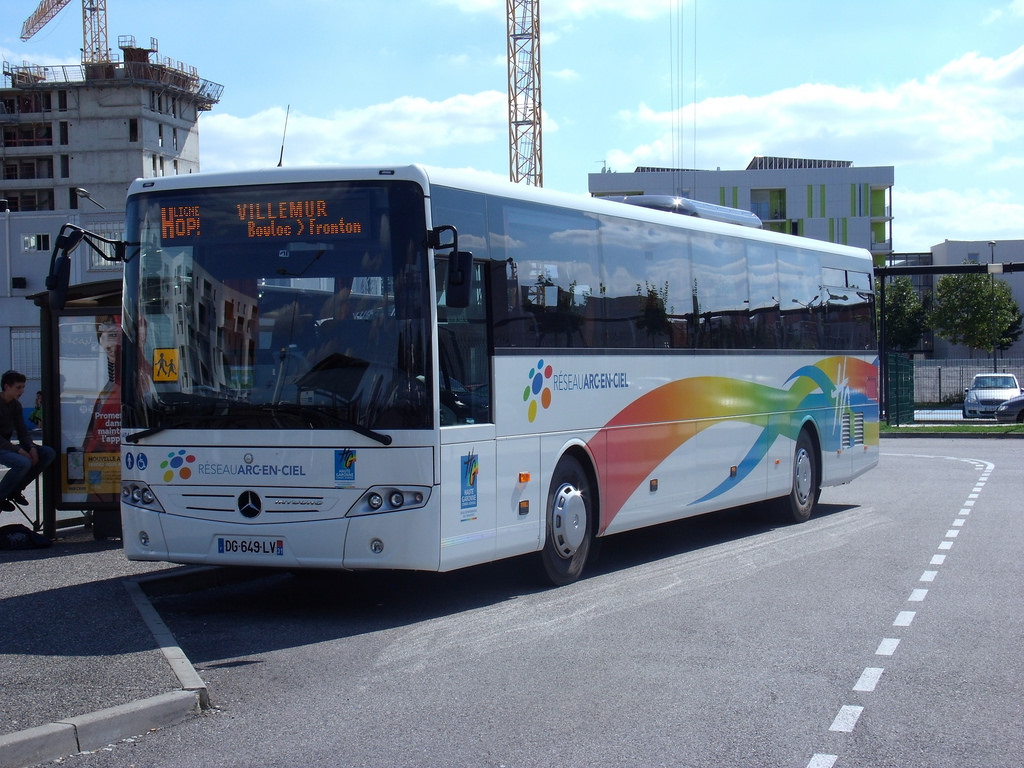
Un bus de la ligne Hop!301 du réseau Arc-en-Ciel, ici sur la station de métro toulousain Borderouge. La ligne 301, une ligne express, permet la desserte rapide de Villemur-sur-Tarn chaque jour pour les travailleurs, lycéens et étudiants sur Toulouse et Fronton.

La communauté de communes ne compte pas de réseau de transports propre à l'intercommunalité. Cependant, les réseaux interurbains de la Haute-Garonne et de la région Occitanie assurent la desserte du secteur, permettant la desserte de toutes les communes du territoire, sauf Le Born. Les lignes Hop!301 (ligne express), Hop!304 (ligne express), 351, 352, 353, 354, 355 et 375 du réseau Arc-en-Ciel permettent en effet de relier les communes entre elles, mais surtout de rejoindre Toulouse et sa banlieue. La ligne 717 du réseau liO permet également de rejoindre Montauban et Saint-Sulpice-la-Pointe.
Le réseau routier de l'intercommunalité est centré autour de la route départementale 630, qui traverse la communauté de communes d'est en ouest. L'accès est assuré par la sortie 5 de l'autoroute A68, situé sur la commune de Buzet-sur-Tarn, mais aussi depuis l'autoroute A20 et l'autoroute A62. La route départementale 14, la route départementale 888 et la route départementale 999 permettent également un maillage important des transports vers Toulouse, Montauban et Albi. La route départementale 22 traverse aussi l'intercommunalité d'est en ouest via les bourgs de Bondigoux, Layrac-sur-Tarn et Mirepoix-sur-Tarn.
Une seule gare est située sur le territoire du Val'Aïgo. Il s'agit de la gare de Buzet - Roquesérière, situé sur la ligne de Brive-la-Gaillarde à Toulouse-Matabiau via Capdenac, et sur le territoire de Buzet-sur-Tarn.

### Enseignement et recherche
L'intercommunalité ne compte aucune université. Les universités les plus proches sont l'université Toulouse-I Capitole, l'université Toulouse-II Jean Jaurès et l'université Toulouse-III Paul Sabatier, ainsi que leurs antennes de Montauban et d'Albi. Il n'y a également aucun lycée sur le territoire, on compte seulement les collèges de Bessières et de Villemur-sur-Tarn comme établissements secondaires.

### Culture
La Tour de Défense à Villemur-sur-Tarn propose régulièrement des expositions sur l'histoire de la commune et des communes alentour, mais aussi des expositions artistiques. Aucun musée n'est comptabilisé sur le territoire.

### Sport
La communauté de communes compte quelques clubs sportifs sur le territoire. Parmi eux, on peut citer l'Union Sportive Villemur Fronton, un club de rugby, mais aussi quelques clubs de football et de vélo par exemple. Par ailleurs, la pratique du vélo est importante sur le territoire, les paysages vallonnés du Val'Aïgo étant prisés des cyclistes. Deux piscines d'été intercommunales existent également sur le territoire, à Bessières et Villemur-sur-Tarn, ainsi qu'une piscine naturelle sur le Tarn, également à Villemur-sur-Tarn.

## Administration

### Siège
Le siège de la communauté de communes est situé à Villemur-sur-Tarn, 2 Avenue Saint-Exupéry.

### Conseil communautaire
Le conseil communautaire est composé de délégués issus des communes membres. En 2018, ils sont au nombre de 31 conseillers communautaires élus par les conseils municipaux des communes membres. Le conseil communautaire est l'organe délibérant : il règle les affaires et le budget de la communauté de communes.

### Exécutif
Le président de la communauté de communes est élu par les conseillers communautaires. Actuellement, il s'agit de Jean-Marc Dumoulin, maire Les Républicains de Villemur-sur-Tarn (siège de l'intercommunalité). Il existe également un bureau, le bureau communautaire, composé des maires de chaque communes membres.
| Période                                  | Période  | Identité           | Étiquette | Qualité                    |
| ---------------------------------------- | -------- | ------------------ | --------- | -------------------------- |
| 2008                                     | 2014     | Eric Oget          | PS        | Maire de Mirepoix-sur-Tarn |
| 2014                                     | En cours | Jean-Marc Dumoulin | UDI       | Maire de Villemur-sur-Tarn |
| Les données manquantes sont à compléter. |          |                    |           |                            |

### Commissions
La communauté de communes de Val'Aïgo compte actuellement 7 commissions, prenant en charge des problématiques précises. Les présidents de chaque commissions sont les maires des différentes communes de la communauté.
| Commission                             | Président | Président            | Parti | Commune                |
| -------------------------------------- | --------- | -------------------- | ----- | ---------------------- |
| Finances et mutualisation des services |           | Jean-Michel Jilibert | DVD   | Villematier            |
| Développement territorial et Urbanisme |           | Eric Oget            | PS    | Mirepoix-sur-Tarn      |
| Environnement                          |           | Jean-Luc Raysséguier | PS    | Bessières              |
| Tourisme                               |           | Robert Sabatier      | DVG   | Le Born                |
| Voirie et Police intercommunale        |           | Didier Roux          | DVD   | Bondigoux              |
| Enfance et Affaires sociales           |           | Isabelle Gayraud     | REM   | La Magdelaine-sur-Tarn |
| Transport                              |           | Wilfrid Sabiron      | SE    | Layrac-sur-Tarn        |

## Compétences
Les compétences de la communauté de communes sont multiples.
Tout d'abord, l'intercommunalité a la charge de gérer le développement économique du territoire. Elle assure notamment la gestion et la création de zones d'activités sur le territoire. En ce qui concerne le Val'Aïgo, la communauté gère les zones d'activités de Pechnauquié 1, 2 et 3, situées sur les communes de Villemur-sur-Tarn et de Villematier. Les deux premières comptent 25 entreprises, alors que la dernière abrite déjà un important site de l'usine aéronautique Safran, et doit continuer son développement. La communauté gère notamment la communication autour de ces projets, ainsi que l'implantation des entreprises sur le territoire. La communauté a aussi repris la gestion, depuis l'intégration de Buzet-sur-Tarn à l'intercommunalité, du parc d'activités des Portes du Tarn, situé à cheval entre Buzet-sur-Tarn et Saint-Sulpice-la-Pointe, et jusque là géré par la communauté de communes Tarn-Agout. Cette gestion est désormais sous la forme d'un syndicat mixte, en partie sous la gestion de la communauté. 
Ensuite, la communauté gère les voiries communautaires. Il s'agit des anciennes routes communales, aujourd'hui transférées à la communauté de communes. Dans le Val'Aïgo, 150 kilomètres de chemins et 30 kilomètres de routes sont gérées par l'intercommunalité. La communauté de communes doit s'occuper de la gestion et de la rénovation de la voirie communautaire, mais aussi de l'installation et de la maintenance de la signalisation sur ces routes, et enfin de la gestion des matériels de manifestation, dans l'objectif d'aider les communes. Enfin, la communauté gère les demandes d'autorisation de voirie, pour effectuer des travaux sur la voirie communautaire, et peut aussi intervenir ponctuellement sur le réseau routier départemental dans le cadre de conventions. De plus, l'intercommunalité s'occupe aussi de la gestion de 100 kilomètres de sentiers de randonnée, de la voie verte totalement piétonne et cyclable aménagée sur 8 km entre Villemur-sur-Tarn et La Magdelaine-sur-Tarn sur l'ancienne ligne de Montauban-Ville-Bourbon à La Crémade, et aussi des espaces verts.
La communauté de communes prend aussi en charge la collecte et le traitement des déchets ménagers, à la place de l'ancien SIVOM en vigueur sur le territoire. Il existe aussi sur le territoire un relais assistants maternels, créé et géré par la communauté de communes, qui permet aux assistants maternels d'échanger entre eux au sein d'un local.
Le tourisme fait également partie des compétences du territoire, à travers la création de projets pour favoriser le tourisme. La gestion de l'office de tourisme de Villemur-sur-Tarn est également du ressort de la communauté.
Enfin, l"intercommunalité s'occupe de l'urbanisme de son territoire. Cependant, elle n'est pas décisionnaire : le pouvoir de signature des permis de construire reste celui du maire. La communauté ne fait qu'accompagner les mairies.